# 大寶鑑
《大寶鑑》（拉丁語：Speculum majus）是12-13世纪间法国百科全书家博韦的樊尚编著的一部百科全书。1472-1476年间由斯特拉斯堡的芒特林和吕斯印刷，是中世纪西方各领域知识的集大成之作。
《大寶鑑》是西方18世纪前最大的一部百科全书，共80卷。分为《自然宝鉴》、《学理宝鉴》和《历史宝鉴》三部分。14世纪又有佚名补编《道德宝鉴》。
- 《自然宝鉴》32卷，以上帝创世的故事介绍物理、地理、地质、农业、炼金术、植物、天文、气象、动物、人类
- 《学理宝鉴》17卷，包括语言学、政治、法律、手工艺、建筑、航海、狩猎、医学、数学、神学
- 《历史宝鉴》31卷，包括1250年前的所有历史，尤以1226年-1250年间的历史最为详尽。
- 补编的《道德宝鉴》讲述伦理学问题。[1]